# Яворівська міська територіальна громада
Я́ворівська міськá громáда — територіальна громада в Україні, в Яворівському районі Львівської області. Адміністративний центр — місто Яворів.
Площа громади — 849 км², населення — 52 547 мешканців (2020).

## Населені пункти
У складі громади 1 місто (Яворів), 2 смт (Краковець, Немирів) і 79 сіл:
- Божа Воля
- Бориси
- Брожки
- Бунів
- Вахули
- Великі Макари
- Вербляни
- Висіч
- Віжомля
- Війтівщина
- Вовча Гора
- Воля
- Воля Любинська
- Вороблячин
- Глинець
- Глиниці
- Гораєць
- Грушів
- Дацьки
- Дебрі
- Дернаки
- Дрогомишль
- Завадів
- Залужжя
- Зарубани
- Іваники
- Калинівка
- Калитяки
- Карпи
- Ковалі
- Колониці
- Коти
- Коханівка
- Липина
- Липовець
- Лісок
- Луг
- Лужки
- Любині
- Мельники
- Мор'янці
- Нагачів
- Наконечне Друге
- Наконечне Перше
- Новий Яр
- Новини
- Новосілки
- Оселя
- Пазиняки
- Передвір'я
- Пісоцький
- Поруби
- Поруденко
- Принада
- Рішин
- Рогізно
- Роснівка
- Руда
- Руда-Краковецька
- Салаші
- Сарни
- Свидниця
- Семирівка
- Середина
- Середкевичі
- Слободяки
- Смолин
- Сопіт
- Старий Яр
- Хляни
- Цетуля
- Ціпівки
- Чернилява
- Черчик
- Чорнокунці
- Шаварі
- Шутова
- Щеплоти
- Щиглі